# Uwe Möller
Uwe Möller (* 1935 in Hamburg; † 31. August 2023) war ein deutscher Ökonom und Ehrenpräsident des Club of Rome Deutschland.

## Leben
Er studierte in Hamburg von 1955 bis 1959 Volkswirtschaftslehre und trat 1960 in das Internationale Institut für Politik und Wirtschaft Haus Rissen ein; von 1983 bis 1998 war er dessen Direktor. Von 1986 bis 2013 war er Mitglied im Club of Rome und verkündete seinen Austritt auf der Jahreskonferenz in Bukarest mit den Worten, dass es Zeit sei für die jüngere Generation Platz zu machen. Von 1999 bis Ende 2007 war er ehrenamtlich der Generalsekretär der weltweiten Organisation mit Sitz in Hamburg. Während dieser Zeit arbeitete er eng mit dem damaligen Präsidenten, Prinz Hassan ibn Talal zusammen. Als der Club of Rome seinen Sitz nach Winterthur verlegte, übergab Uwe Möller sein Amt an Martin Lees.
1992–1998 war er zudem Vorsitzender der Deutschen Gesellschaft für den Club of Rome. Bis zu seinem Tod war er ihr Ehrenpräsident und wirkte maßgeblich mit im Projekt der „Club-of-Rome-Schulen Deutschland“.
Möller war u. a. Vorsitzender der Akademie für Politik, Wirtschaft und Kultur in Mecklenburg-Vorpommern (Schwerin) und stellvertretender Vorsitzender des Beratungsausschusses der Edmund Siemers-Stiftung (Hamburg). Zudem war er Vorsitzender des Beratungsausschusses ECS (Hamburg) und Mitglied in diversen weiteren Gremien.
Bis zu seinem 80. Geburtstag klärte er selbst in zahlreichen Vorträgen immer noch über Missstände und Gefahren in dieser Welt auf und machte Mut sich für eine bessere Welt zu engagieren.